# Вулиця Дмитра Павличка (Нікополь)
Вулиця Дмитра Павличка — вулиця у місті Нікополь. Прилягає до вулиці Трубченка.

## Історія
З радянських часів вулиця носила назву на честь російського композитора Михайла Глінки. 2023 року Нікопольська міська рада перейменувала вулицю Глінки на честь українського поета Дмитра Павличка.